# ستانيسلاو كانيزارو
ستانيسلاو كانيزارو هو عالم كيمياء إيطالي ولد عام (1826م) ومات عام (1910م)، وهو الذي اوضح التمييز الجوهري بين الذرات والجزيئات.

## حياته
هو من مواليد باليرمو في صقلية في 19 تموز 1826، تلقى تعليمه في باليرمو ونابولي وتورينو قبل ان يعمل مساعد معمل في بيزا من عام 1845 وحتى عام 1847. ثم عاد إلى صقلية ليشارك في الكفاح ضمن التمرد الفاشل ضد نظام البوربون الحاكم لملك نابولي. ومع فشل الانتفاضة صدر حكم غيابي بإعدام كانيزارو الذي ذهب إلى المنفى في باريس حيث عمل مع ميشيل شيفرول، أستاذ الكيمياء في متحف التاريخ الطبيعي، وأصبح بامكانه العودة إلى إيطاليا عام 1851، حيث قام بتدريس الكيمياء في اليساندريا في بييمونتي، وذلك قبل التوجه إلى جنوا في العام 1855 للعمل استاذا للكيمياء.
في العام 1885 اصدر كانيزارو كراسة (طبعة تجريبية) اوضح فيها التمييز الجوهري بين الذرات والجزيئات (وموضحا مظاهر الخلط الموجودة منذ الدراسة الاولية لكل من دالتون وأفوجادرو)، وشرح كيف يمكن استخدام السلوك الملحوظ للغازات. وتم توزيع الكراسة على نطاق واسع داخل مؤتمر دولي منعقد في كارلسروه في ألمانيا العام 1860، وحققت تأثيرا محوريا في تطور الأفكار التي ادت إلى فهم الجدول الدوري للعناصر.

## اقرأ أيضاً
- فيلهلم كورنر

## روابط خارجية
- ستانيسلاو كانيزارو على موقع الموسوعة البريطانية (الإنجليزية)
- ستانيسلاو كانيزارو على موقع إن إن دي بي (الإنجليزية)